# Téva
Pour les articles homonymes, voir Teva.
Téva est une chaîne de télévision généraliste française, privée, à vocation féminine et familiale, du Groupe M6, lui même appartenant au groupe allemand RTL group. Téva est diffusée en 16/9 depuis le 10 novembre 2009 et en Haut Définition, depuis le 8 novembre 2011.

## Histoire
En avril 1995 Laurence Aupetit est nommée directrice du développement du projet de la nouvelle chaîne thématique qui s'appelle à l'époque « Vivre »,. À la suite de divergences de vue, elle démissionne et est remplacée par Mike Le Bas. Téva est lancée le 6 octobre 1996 sur le réseau câblé de la Lyonnaise Communications, et est gérée par le Groupe M6, Marie Claire et Hachette Filipacchi (qui détenait le magazine Elle). La chaîne est détenue à 100 % par le Groupe M6 depuis 2007,. Elle rejoint également le bouquet de télévision numérique par satellite TPS dès son lancement.
Téva est une chaîne mini généraliste de télévision numérique disponible sur le câble, le satellite et l'ADSL en France. Le cœur de cible est la ménagère de moins de 50 ans. Depuis ses débuts, elle s’adresse à un public essentiellement féminin avec enfants. Elle est la première chaîne à avoir choisi ce positionnement.
Le 14 novembre 2010, Téva diffuse les premiers épisodes de la série Cougar Town qui réalise le meilleur lancement pour une série diffusée sur ses ondes.
En 2011, Téva fête ses quinze ans, pour célébrer cet anniversaire la chaine proposait des soirées spéciales du 15 au 29 juin 2011.
Téva modifie son habillage le 2 mars 2014.
La chaîne réalise des records d'audience avec les séries Drop Dead Diva, Devious Maids, Grand Hôtel ou encore The Good Wife. Les programmes à succès restent Téva Déco ou Magnifique by Cristina.
Depuis novembre 2016, la chaîne Téva est également accessible en payant depuis le site et l'application 6play (iOS et Android), où on peut retrouver les programmes de la chaîne en direct et en replay.

## Identité graphique

Logos
Logo de septembre 2005 au 2 mars 2014.
Logo de la version HD du 8 novembre 2011 au 2 mars 2014.
Logo du 2 mars 2014 au 1er octobre 2021.
Logo depuis le 2 octobre 2021.

### Slogans
- 6 octobre 1996  : « La chaîne féminine conseillée aux hommes »
- 5 mars 2007 : « Seulement pour les femmes »
- 6 mars 2007  : « Télévision d'émotions »
- 15 juillet 2011  : « On ne refuse pas Téva à une femme »
- Depuis le 2 mars 2014 : « La meilleure alliée des femmes »

## Organisation

### Dirigeants
Présidents-Directeurs généraux :
- Robin Leproux : 1998-2003
- Jean d'Arthuys : 2003-2006
- Christopher Baldelli : 2006-2009
- Thomas Valentin : depuis 2009

Directeurs généraux adjoint délégués aux programmes :
- Fabien Baunay : 1998-2000
- Claire Dabrowski : 2000-2002
- Jérôme Fouqueray et Vincent Broussard : 2003-2004
- Catherine Comte : 2004-2005
- Catherine Schöfer : depuis 2005

Responsables de l’antenne :
- Emmanuelle Rempicci : 2003-2009
- Eugénie Torchia : depuis 2008

### Présentateurs
Actuellement
- Nicole Ferroni
- Juliette Tresanini
- Noom Diawara
- Justine Piluso

Anciennement
- Christophe Adam
- Julie Andrieu
- Valérie Bègue
- Jonathan Blot
- Sophie Brafman
- Aurélie Chaigneau
- Cristina Córdula
- Cendrine Dominguez
- François-Xavier Dupouy
- Sophie Ferjani
- Marielle Fournier
- Corinne Herrmann
- Cyril Lignac
- Christophe Michalak
- Sonia Rolland
- Laurence Roustandjee
- Astrid Veillon
- Marine Vignes
- Sandrine Quétier

## Programmes
La chaîne cible un public féminin et diffuse des films, des fictions, des magazines et des séries télévisées en exclusivité ou déjà diffusés sur M6, comme Alias, Charmed ou Ally McBeal. Voici une liste de programmes qui ont été, sont ou seront diffusés sur Téva. 

### Émissions
Actuellement
- Cash ou enchères ?
- Cauchemar en cuisine (rediffusion)
- Batch Cooking
- Déco ou négo : CA
- Déco ou négo : UK
- Happy & Zen
- Je vends ma maison
- Recherche appartement ou maison (rediffusion)
- Maison à vendre (rediffusion)
- Mariées au premier regard : Australie
- Mariées au premier regard : USA
- Open House : la Sexpérience
- Organiq
- Pamela Anderson : Mission Rénovation
- Piquantes !
- Téva Comedy Show

Anciennement
- 16 ans... et bientôt maman
- À mourir de rire
- À la maternité
- A Path Appears, des stars au secours des femmes
- À vos papilles
- À vendre, à acheter
- À tout prix
- Bachelor, le gentleman célibataire
- Belle toute nue
- Belle & Zen
- Big Ballet
- Blood Relatives : Petits crimes en famille
- Cauchemar en cuisine
- C'est du propre !
- C'est ma vie
- C'est mon choix
- C'est si drôle
- Ceci est une histoire vraie
- Celles et ceux qui ont dit Non !
- Chaud Business
- Chirurgie à tout prix : l'espoir à domicile
- Confidences d'une call-girl
- Conseil d'ami(e)s
- Coup de cœur
- D&CO
- Dance Moms
- De 7 à 27 enfants : des familles vraiment très nombreuses
- Des histoires extraordinaires
- Dossiers Chocs
- Du Temps Pour Moi
- Drôlissimo
- Extraordinary People
- Face à Moi
- Faut qu'ça brille !
- Frigo sous surveillance
- Gok : leçons de style
- Gypsy Wedding : l'incroyable mariage
- Half the Sky, des stars au secours des femmes
- J'ai testé un job qui recrute
- Je veux être une mini miss
- Je vis avec un animal
- L'amour est dans le pré
- L'amour est dans le pré : version belge
- L'hôpital des Enfants
- La bataille des familles homoparentales
- Laisse moi t'aider
- La saga du calendrier Pirelli
- La People Week
- Le chef contre attaque
- Le gâteau de mes rêves
- Le grand Bêtisier
- Le Grand Perdant
- Le mystère des jumeaux
- Le nouveau combat de Katie Piper
- Le sexe en 10 leçons
- Les Aventures de Marine
- Les Belles Histoires
- Les chirurgiens de l'espoir
- Les dossiers de Téva
- Les grandes aventures des bébés animaux
- Les Héroïnes du quotidien
- L'Incroyable Famille Kardashian (saison 1 à 14)
- Les Parents les plus stricts du monde
- Les parents les plus stricts du monde UK
- Les pièges de François l'embrouille
- Les plus petits enfants de Grande-Bretagne
- Les Real Housewives de Beverly Hills (saisons 1 à 8)
- Les Real Housewives de New York (saisons 6 à 8)
- Les Reines du shopping
- Les quintuplés du Texas
- Lire, écrire, grandir : un an à l'école primaire
- Lisa Williams : dialogue avec les morts
- Look & Vous
- Long Island Medium (saisons 1 à 3)
- Magnifique by Cristina
- Ma maison est la plus originale de France
- Ma vie de maman
- Maman... je me marie !
- Mères à l'adolescence
- Miss Swan
- My Téva
- Naissances Surprises
- Ne le dites pas à la mariée
- Nés sans Bras
- Nouveau look pour une nouvelle vie
- On a échangé nos mamans
- Paris Hilton : une amie pour la vie ?
- Paris in Love
- Parcours de femme
- Projet haute couture
- Passions Criminelles
- Relooking extrême
- Relooking extrême : spécial obésité
- Rendez-vous Fatal
- Sage-femme : au service de la vie
- Sister Wives : l'histoire d'une famille polygame
- SOS Tabatha
- Sucrément bon
- Super Nanny : L'originale
- Téva Boutique
- Téva Déco
- The Home Show
- Top coiffure
- Top Design
- Top Model USA
- Tourette: laissez-moi chanter !
- Tous des Héros
- Un dîner presque parfait
- Une vie presque ordinaire
- Wedding Island

### Séries
Séries françaises
- Aïcha
- Chère Marianne
- Clara Sheller
- Classe mannequin
- Cœur Océan
- Comprendre et Pardonner
- Constance ou la gueule de l'emploi
- Déformations professionnelles
- Dock 13
- Dolmen
- Élodie Bradford
- Entre terre et mer
- Fais pas ci, fais pas ça
- Jalna
- L'État de Grace
- Léa Parker
- Le Bleu de l'océan
- Les Enquêtes d'Éloïse Rome
- Off Prime
- Paris 16e
- Pas de secrets entre nous
- L'Instit
- La Lance de la destinée
- La Légende des trois clefs
- La Nouvelle Maud
- La Pire Semaine de ma vie
- Laura : Le compte à rebours a commencé
- Le Bleu de l'océan
- Le Maître du Zodiaque
- Le Miroir de l'eau
- Les Cœurs brûlés
- Les Cordier, juge et flic
- Les Grandes Marées
- Les Enquêtes d'Éloïse Rome
- Les Bonheurs de Sophie
- Méditerranée
- Merci, les enfants vont bien
- Sandra, princesse rebelle
- Si près de chez vous
- Suspectes
- Un gars, une fille
- Un pique-nique chez Osiris
- Victoire Bonnot
- Vie de Mère
- Terre indigo
- Tramontane
- Trois pères à la maison
- Zodiaque

 Séries américaines
- 90210 Beverly Hills : Nouvelle Génération
- Alias
- Ally McBeal
- Amy
- Associées pour la loi
- Aventure et Associés
- Beautiful People
- Boston Public
- Bones
- Buffy contre les vampires
- Bull
- Cagney et Lacey
- Caroline in the City
- Cashmere Mafia
- Central Park West
- Chicago Hope: La Vie à tout prix
- Christine Cromwell
- Clair de Lune
- Clueless
- Code Black
- Code Quantum
- Commander in Chief
- Cougar Town
- Crazy Ex-Girlfriend
- Cybill
- D.C.
- Dark Angel
- Dawson
- Demain à la une
- Desperate Housewives
- Deuxième Chance
- Devious Maids
- Dharma et Greg
- Dinotopia
- Division d'élite
- Docteur Quinn, femme médecin
- Dollhouse
- Doubt : Affaires douteuses[12]
- Drôles de dames
- Drop Dead Diva
- Dynastie (1981)
- Dynastie (2017)
- Dynastie 2 : Les Colby
- Falcon Crest
- FBI : Duo très spécial (saisons 1 à 3)
- Filthy Rich
- Hôpital  St Elsewhere
- I Love Lucy
- Jane the Virgin
- Jesse
- Karen Sisco
- Kevin Hill
- Kidnapped
- Killer Instinct
- L'Amour en héritage
- L'Île fantastique
- La croisière s'amuse
- La Famille de mes rêves
- La Loi de Canterbury
- La Loi de Los Angeles
- La Star de la famille
- La Vie à cinq
- La Vie avant tout
- La Petite Maison dans la prairie
- LAX
- Leçons sur le mariage (saisons 1 et 2)
- Legacy
- Le Caméléon
- Le Monde Perdu
- Les Anges du bonheur
- Les Associées
- Les Craquantes
- Les Dessous de Palm Beach
- Les Sœurs Reed
- Loïs et Clark, les nouvelles aventures de Superman
- Madame est servie
- Mademoiselle Farah
- Madam Secretary
- Ma famille d'abord
- Ma sorcière bien-aimée
- Mercy Hospital
- Miss Match
- Missing : Disparus sans laisser de trace
- Mistresses
- Models Inc.
- Murder
- Murder One
- Murphy Brown
- New Girl
- NIH : Alertes médicales
- Nord et Sud
- No Tomorrow (à venir)[13]
- Notre belle famille
- Nurse Jackie (saisons 1 à 5)
- Off the Map : Urgences au bout du monde
- Oh ! Baby
- Parents par accident
- Pasadena
- Profiler
- Providence (saisons 1 à 4)
- Popular
- Reckless : La Loi de Charleston
- Reign : Le Destin d'une reine
- Révélations
- Ringer
- Sarah
- Savannah
- Scandal
- SEAL Team
- Septième Ciel
- Sex and the City
- Summerland
- Susan !
- Swingtown
- The Big C (saisons 1 à 3)
- The Bold Type : De celles qui osent
- The City
- The Good Wife
- The Golden Palace
- The Inside : Dans la tête des tueurs
- The L Word
- The Street
- Traque sur Internet
- Tru Calling : Compte à rebours
- Touche pas à mes filles
- Une fille à scandales
- Une maman formidable
- Une nounou d'enfer
- V.I.P.
- Vanished
- Veronica Mars
- Web Therapy (saison 1)
- Wildfire
- Women's Murder Club
- Wonderfalls
- Worst Week : Pour le meilleur... et pour le pire !
- Young Americans
- Younger

 Séries allemandes
- Anges de choc
- Le Rêve de Diana
- Pauvres Millionnaires

 Séries britanniques
- Ash et Scribbs
- Downton Abbey
- Femmes de footballeurs
- Golden Hour : urgences extrêmes
- Journal intime d'une call girl
- La Pire Semaine de ma vie
- Les Chroniques de San Francisco
- Mistresses
- Mr Bean
- Nick Cutter et les Portes du temps (saison 1)
- Prehistoric Park
- Queer as Folk

 Séries canadiennes
- Destins croisés
- En quête de justice
- La Femme Nikita
- Mysterious Ways : Les Chemins de l'étrange
- Remedy
- Sue Thomas, l'œil du FBI
- Sydney Fox, l'aventurière

 Séries brésiliennes
- Destinées
- Helena
- Isaura
- La Beauté du diable
- Lydia DeLucca
- Une histoire d'amour
- Terra Nostra
- Tour de Babel

 Séries espagnoles
- Derrière les barreaux
- Grand Hôtel
- Mes adorables voisins (saison 1)
- SMS, des rêves plein la tête
- Un, dos, tres
- Velvet

 Séries australiennes
- Bad Mothers
- Winners & Losers (saison 1)

 Série danoise
- Borgen, une femme au pouvoir

### Séries en cours
Voici une liste de séries en cours de diffusion sur Téva :
 Série française
- Cassandre
- Crimes parfaits
- En famille
- Femmes de loi
- Les confessions de Marie
- Marie et les choses
- Vous les femmes

 Séries américaines
- Médium
- Outlander
- Charmed
- Numb3rs
- Pour l'amour du risque

 Séries espagnoles
- Perfect life

 Séries australiennes
- Spreadsheet

 Séries canadiennes
- Sort Of

### Capital
Le capital de Téva est de 40 000 €. Détenue jusqu'en décembre 2006 à hauteur de 51 % par M6 Thématique et à 49 % par la Compagnie pour la télévision féminine (Groupe Marie Claire et Lagardère Active), elle est désormais détenue à 100 % par le groupe M6.

## Audience
Téva enregistre pour le début de l’année 2008 un record d’audience historique et s’impose comme la première chaîne numérique auprès des ménagères de moins de 50 ans. Sa progression d’audience est de +40 % sur ce public et de +36 % chez les 4 ans et plus.
Selon Médiamétrie, Téva a obtenu, en 2011, 0,6 % de part d'audience, soit 12 millions de téléspectateurs sur un mois.
La chaîne atteint en outre 1,2 % de part d’audience auprès des ménagères de moins de 50 ans, son cœur de cible, entre le 30 août 2010 au 13 février 2011.
Quelque 6 millions de téléspectateurs la regardent chaque semaine[Quand ?]. Avec près de 13 millions d’abonnés en 2009, Téva est alors la chaîne la plus féminine du Paysage audiovisuel français avec 66 % de femmes dans son audience.
Disponible sur Canal+, le câble et les FAI, la chaîne affirme être accessible à 19 millions de personnes.

## Diffusion
- Téva est diffusée par satellite avec les bouquets Canal+ et Bis TV, en définition standard et haute définition.
- Téva est diffusée par câble avec le bouquet Numericable, en définition standard et haute définition.
- Téva est diffusée sur ADSL et Fibre avec les bouquets Canal+, Orange, SFR, Free, Bouygues Telecom et Virgin en définition standard et haute définition.
- Depuis le 20 octobre 2020, la chaîne est accessible sur la plateforme de VàD payante Salto, propriété des groupes TF1, France Télévisions et M6[16].

### Archivage  et accès aux sources
- Les programmes diffusés par la chaîne de télévision Téva sont conservés à l'INA (Institut National de l'Audiovisuel) depuis le 1er septembre 2003 au titre du Dépôt Légal. Les programmes et sources écrites en lien sont consultables dans les centres de l'Inathèque.
- Les contenus publiés en ligne (pages web, vidéos, tweets…) par la chaîne de télévision Téva sont archivés par l'INA depuis le 17 février 1997 et consultables dans les centres de l'Inathèque.